# Tetrastigma
Tetrastigma (lat. Tetrastigma), rod vazdazelenih drvenastih penjačica iz porodice Vitaceae. Postoji preko 130 priznatih vrsta u tropskoj Aziji i Australiji, te nekim otocima jugozapadnog Pacifika

## Vrste
1. Tetrastigma amboinense (Miq.) Planch.
2. Tetrastigma andamanicum (King) Suess.
3. Tetrastigma angustifolium (Roxb.) Planch.
4. Tetrastigma annamense Gagnep.
5. Tetrastigma apiculatum Gagnep.
6. Tetrastigma aplinianum (Collett & Hemsl.) Momiy.
7. Tetrastigma articulatum (Miq.) Planch.
8. Tetrastigma assimile (Kurz) C.L.Li ex Kochaiph. & Trias-Blasi
9. Tetrastigma backanense Gagnep.
10. Tetrastigma bambusetorum Craib
11. Tetrastigma beauvaisii Gagnep.
12. Tetrastigma bracteolatum (Wall.) Planch.
13. Tetrastigma brunneum Merr.
14. Tetrastigma burmanicum (Collett & Hemsl.) Momiy.
15. Tetrastigma calcicola Kochaiph. & Trias-Blasi
16. Tetrastigma cambodianum Pierre ex Gagnep.
17. Tetrastigma campylocarpum (Kurz) Planch.
18. Tetrastigma caudatum Merr. & Chun
19. Tetrastigma cauliflorum Merr.
20. Tetrastigma ceratopetalum C.Y.Wu
21. Tetrastigma chapaense Merr.
22. Tetrastigma clementis Merr.
23. Tetrastigma coriaceum (DC.) Gagnep.
24. Tetrastigma corniculatum Merr.
25. Tetrastigma crenatum Jackes
26. Tetrastigma cruciatum Craib & Gagnep.
27. Tetrastigma curtisii (Ridl.) Suess.
28. Tetrastigma delavayi Gagnep.
29. Tetrastigma dichotomum (Miq.) Planch.
30. Tetrastigma diepenhorstii (Miq.) Latiff
31. Tetrastigma dubium (M.A.Lawson) Planch.
32. Tetrastigma eberhardtii Gagnep.
33. Tetrastigma ellipticum Merr.
34. Tetrastigma enervium Ridl.
35. Tetrastigma erubescens Planch.
36. Tetrastigma everettii Merr.
37. Tetrastigma formosanum (Hemsl.) Gagnep.
38. Tetrastigma funingense C.L.Li
39. Tetrastigma gamblei B.V.Shetty & P.Singh
40. Tetrastigma gaudichaudianum Planch.
41. Tetrastigma gibbosum Lauterb.
42. Tetrastigma gilgianum Lauterb.
43. Tetrastigma harmandii Planch.
44. Tetrastigma havilandii Ridl.
45. Tetrastigma hemsleyanum Diels & Gilg
46. Tetrastigma heterophyllum Gagnep.
47. Tetrastigma hookeri Planch.
48. Tetrastigma hypoglaucum Planch.
49. Tetrastigma jaichagunii C.L.Li ex Kochaiph. & Trias-Blasi
50. Tetrastigma jingdongense C.L.Li
51. Tetrastigma jinghongense C.L.Li
52. Tetrastigma jinxiuense C.L.Li
53. Tetrastigma kwangsiense C.L.Li
54. Tetrastigma laevigatum (Blume) Gagnep.
55. Tetrastigma lanyuense C.E.Chang
56. Tetrastigma latiffii Veldkamp
57. Tetrastigma lauterbachianum Gilg
58. Tetrastigma laxum Merr.
59. Tetrastigma lenticellatum C.Y.Wu
60. Tetrastigma leucostaphylum (Dennst.) Alston
61. Tetrastigma lincangense C.L.Li
62. Tetrastigma lineare W.T.Wang ex C.Y.Wu & C.L.Li
63. Tetrastigma littorale Merr.
64. Tetrastigma liukiuense T.Yamaz.
65. Tetrastigma loheri Gagnep.
66. Tetrastigma longipedunculatum C.L.Li
67. Tetrastigma longisepalum Gagnep.
68. Tetrastigma macrocorymbum Gagnep. ex J.Wen, Boggan & Turland
69. Tetrastigma magnum Merr.
70. Tetrastigma megacarpum Latiff
71. Tetrastigma mindanaense Merr.
72. Tetrastigma mutabile (Blume) Planch.
73. Tetrastigma nilagiricum (Miq.) B.V.Shetty
74. Tetrastigma nitens (F.Muell.) Planch.
75. Tetrastigma obovatum Gagnep.
76. Tetrastigma obtectum (Wall. ex M.A.Lawson) Planch. ex Franch.
77. Tetrastigma oliviforme Planch.
78. Tetrastigma pachyphyllum (Hemsl.) Chun
79. Tetrastigma papillatum (Hance) C.Y.Wu
80. Tetrastigma papillosum (Blume) Planch.
81. Tetrastigma papuanum (Miq.) Planch.
82. Tetrastigma pedunculare (Wall. ex M.A.Lawson) Planch.
83. Tetrastigma pergamaceum (Blume) Planch.
84. Tetrastigma petraeum Jackes
85. Tetrastigma petrophilum Lauterb.
86. Tetrastigma pilosum C.L.Li
87. Tetrastigma planicaule (Hook.f.) Gagnep.
88. Tetrastigma poilanei Gagnep.
89. Tetrastigma pseudocruciatum C.L.Li
90. Tetrastigma pubiflorum (Miq.) Suess.
91. Tetrastigma pubinerve Merr. & Chun
92. Tetrastigma pullei Lauterb.
93. Tetrastigma pycnanthum (Collett & Hemsl.) P.Singh & B.V.Shetty
94. Tetrastigma pyriforme Gagnep.
95. Tetrastigma quadrangulum Gagnep. & Craib
96. Tetrastigma quadridens Planch.
97. Tetrastigma rafflesiae (Miq.) Planch.
98. Tetrastigma ramentaceum Planch.
99. Tetrastigma retinervium Planch.
100. Tetrastigma robinsonii Merr.
101. Tetrastigma robustum Planch.
102. Tetrastigma rumicispermum (M.A.Lawson) Planch.
103. Tetrastigma rupestre Planch.
104. Tetrastigma scariosum (Blume) Planch.
105. Tetrastigma schlechteri Lauterb.
106. Tetrastigma schraderi-montis Lauterb.
107. Tetrastigma scortechinii (King) Gagnep.
108. Tetrastigma sepulchrei Merr.
109. Tetrastigma serrulatum (Roxb.) Planch.
110. Tetrastigma sessilifolium Lauterb.
111. Tetrastigma siamense Gagnep. & Craib
112. Tetrastigma sichouense C.L.Li
113. Tetrastigma silvestrei Elmer ex J.Wen & Boggan
114. Tetrastigma simplicifolia (Merr.) J.Wen & Boggan
115. Tetrastigma steenisii Latiff
116. Tetrastigma subsuberosum Planch.
117. Tetrastigma subtetragonum C.L.Li
118. Tetrastigma sulcatum (M.A.Lawson) Gamble
119. Tetrastigma taeniatum C.L.Li
120. Tetrastigma tamilnadense N.Balach. & K.Ravik.
121. Tetrastigma tavoyanum Gagnep.
122. Tetrastigma tetragynum (Miq.) Planch.
123. Tetrastigma thomsonianum Planch.
124. Tetrastigma thorsborneorum Jackes
125. Tetrastigma tonkinense Gagnep.
126. Tetrastigma touranense Gagnep.
127. Tetrastigma trifoliolatum Merr.
128. Tetrastigma triphyllum (Gagnep.) W.T.Wang
129. Tetrastigma tsaianum C.Y.Wu
130. Tetrastigma venulosum C.Y.Wu
131. Tetrastigma vitiense (A.Gray) A.C.Sm.
132. Tetrastigma voinierianum (Sallier) Pierre ex Gagnep.
133. Tetrastigma warburgii Lauterb.
134. Tetrastigma xishuangbannaense C.L.Li
135. Tetrastigma xizangense C.L.Li
136. Tetrastigma yiwuense C.L.Li
137. Tetrastigma yunnanense Gagnep.